# 裴盾
裴盾（？—311年），河东郡闻喜县（今山西省运城市闻喜县）人，出自河东裴氏定著五房之一的西眷裴，西晋官员。

## 生平
裴盾年轻时就历任显要的官职。永嘉年间，裴盾出任徐州刺史，任命司马奥担任徐州长史。司马奥劝说裴盾用死刑树立威信，又大规模征发平民当兵，其中有不遵守法律的就判处死刑。裴盾在徐州三年，百姓嗟叹怨恨。永嘉元年（307年）三月，西晋朝廷征召顾荣出任侍中，纪瞻出任尚书郎。太傅司马越征辟周玘出任太傅参军，陆玩为太傅掾。顾荣等人行径到徐州，听说北方越来越乱，疑惑不前，司马越送给裴盾书信说：“如果顾荣等人犹豫观望，就用军法将他们送走！”顾荣等人害怕，逃回扬州。永嘉五年（311年）正月，晋怀帝司马炽秘密诏令苟晞讨伐东海王司马越。正月乙未，司马越派遣从事中郎将杨瑁和徐州刺史裴盾一起进攻苟晞。很快裴盾的妹夫司马越去世，骑督满衡就率领裴盾征发的平民向东返回故乡。永嘉五年四月，刘渊派遣将领王桑、赵固攻向彭城，前锋几名骑兵到达下邳，徐州的文武官员不堪忍受裴盾苛刻的法令，都四散逃走。裴盾和司马奥投奔淮阴，他们的妻子儿女被汉赵军队俘虏。司马奥又劝诱裴盾向赵固投降。赵固的妻子是裴盾的女儿，受到宠信，裴盾向女儿流泪哭泣，赵固于是将裴盾杀死。

## 家庭

### 祖父
- 裴徽，曹魏冀州刺史

### 父亲
- 裴康，西晋太子左卫率

### 兄弟姐妹
- 裴纯，西晋黄门侍郎
- 裴邵，西晋散骑常侍、使持节、都督扬州江西淮北诸军事、东中郎将
- 裴廓，西晋中垒将军
- 裴氏，嫁西晋丞相、兼领司徒、督兗豫司冀幽并六州诸军事、东海孝献王司马越
- 裴氏，嫁东晋都督大桁东诸军事、假节、领军将军、给事中、建兴忠贞公卞壸